# Бес Труман
Елизабет Вирджиния Уолъс Труман позната като „Бес Труман“, е съпруга на 33-тия Президент на САЩ - Хари Труман. Първа дама на САЩ от 1945 до 1953 година.
Госпожа Труман намира Белия дом не много приветлив и лишен от вкус. Въпреки че изпълнява социалните си задължения, тя не намира удоволствие в това, а по-скоро задължение и необходимост. Когато е възможно, свежда социалните контакти до минимум.
Всичко това е в пълен контраст с нейната предшественичка, Елинор Рузвелт. По време на мандата на своя съпруг, тя дава само една пресконеференция, и то след многократното настояване на разни феминистки организации. Умира на 97 години, което е най-дълго живялата първа дама.